# Lianyuan
Lianyuan är en stad på häradsnivå som lyder under Loudis stad på prefekturnivå i Hunan-provinsen i södra Kina. Den ligger omkring 130 kilometer sydväst om provinshuvudstaden Changsha.